# Dyspyralis nigellus
Dyspyralis nigellus är en fjärilsart som beskrevs av John Kern Strecker 1900. Dyspyralis nigellus ingår i släktet Dyspyralis och familjen nattflyn. Inga underarter finns listade i Catalogue of Life.